# 昌隆 (演员)
昌隆（1990年3月24日—），男，河南郑州人，中國大陸演员。

## 經歷

### 早年經歷
昌隆自幼對表演充滿熱愛，童年時常披著毛毯、拿著羽毛球拍，在家中扮演行俠仗義的武林大俠，嘴裡念念有詞，不停地蹦跳揮舞，彷彿置身於自己的江湖世界。在學校裡，雖然稱不上文藝骨幹，但無論是表演節目、登台唱歌還是跳舞，他都能得心應手，屬於那種性格活躍、熱衷表現的「人來瘋」。
高中時，他透過網絡搜尋才了解到中央戲劇學院和北京電影學院，這才發現原來有專門教授表演的學校。最初，他還誤以為「戲劇學院」是教人唱戲的地方，一度擔心自己是否適合。直到發現這裡教授的正是自己熱愛的表演藝術後，他便義無反顧地踏上北上的求學之路，就讀於中央戲劇學院。

### 演藝經歷
昌隆2012年憑藉電影《大海嘯鯊口逃生》正式出道，在片中飾演一名中國救援隊隊員，不過戲份删去。2018年，他在徐靜蕾監製的科幻網劇《同學兩億歲》中飾演風趣幽默、疼愛妹妹的陸宇辰，憑藉這一角色逐漸走入大眾視野。大學畢業初期，昌隆能夠接到的戲並不多，因此他對自己是否要堅持演員這條路時常感到迷茫，甚至一天會動搖好幾次。「當時確實沒有什麼戲可拍，很難不焦慮。但我這個人屬於那種即便一時動搖，過一會兒就忘了，於是就這樣堅持了下來。」他笑道。
昌隆事業的轉機來自於2021年播出的兩部作品——《玉樓春》和《喬家的兒女》。這兩部劇同期播出，他分別詮釋了兩個性格截然不同的角色：一個風趣詼諧，一個沉穩深沉。在《玉樓春》中，他飾演遊手好閒的孫金閣，按理說是個讓人討厭的角色，但他憑藉自然不做作的演繹，將角色的幽默感放大，意外收穫觀眾好感。而在正午陽光出品的電視劇《喬家的兒女》中，他飾演的宋清遠則被視為「人間清醒」。宋清遠與喬一成（白宇飾）同期進入電視台，當喬一成因葉小朗的外貌而心動時，宋清遠提醒朋友不要只看外表，智商情商雙在線的形象讓他圈粉無數。回憶起參演《喬家的兒女》的經歷，昌隆笑稱：「挺魔幻的。」最初劇組找到他時，他直接拒絕了，因為宋清遠的年齡跨度從二十多歲到47歲，他擔心自己無法駕馭，尤其是怕年長時期的演繹顯得刻意、不真實。「與其勉強出演，萬一演不好讓人失望，以後再也沒人找我演戲，那才更丟人。」他坦言道。

## 影視作品

### 電視劇／網絡劇
| 年份   | 片名         | 角色         | 備註                  |
| ------ | ------------ | ------------ | --------------------- |
| 2015年 | 隐秘动机     | 小刚         | 网络剧                |
| 2018年 | 同学两亿岁   | 陆宇辰       |                       |
| 2018年 | 兵王         |              |                       |
| 2018年 | 我们的青春期 | 豹子         |                       |
| 2018年 | 天盛长歌     | 鳳皓         |                       |
| 2019年 | 浅情人不知   | 高仁         |                       |
| 2019年 | 红鲨突击     | 杨蛟         |                       |
| 2020年 | 拾光的秘密   | 张平         | 网络剧                |
| 2021年 | 我的小确幸   | 陳簇         | 网络剧                |
| 2021年 | 骊歌行       | 趙王         |                       |
| 2021年 | 玉楼春       | 孫金閣       |                       |
| 2021年 | 双镜         | 冯红         | 网络剧                |
| 2021年 | 乔家的儿女   | 宋清远       |                       |
| 2022年 | 请君         | 彭大海（男） | 网络剧                |
| 2022年 | 卿卿日常     | 尹岐         | 网络剧                |
| 2022年 | 青春正好     | 韩木阳       | 网络剧                |
| 2023年 | 爱情而已     | 陆志超       |                       |
| 2023年 | 兰闺喜事     | 世子         | 网络剧                |
| 2023年 | 田耕纪       | 十三         | 网络剧                |
| 2024年 | 四海重明     | 穆戰霆       | 网络剧                |
| 2025年 | 滤镜         | 周锦礼       | 网络剧                |
| 2025年 | 书卷一梦     | 南瑞         | 网络剧                |
| 2025年 | 芬芳喜事     | 阮伶         |                       |
| 待播   | 宴遇永安     | 沈韶杰       | 网络剧                |
| 待播   | 年少有为     | 李石         | 网络剧                |
| 待播   | 大厨小婿     | 乔智         | 2023年拍攝，原名:搭伙 |
| 待播   | 红尘四合     |              |                       |

### 電影
注：「电视电影」所標示之日期為CCTV-6首播年度
| 年份   | 片名                 | 角色                | 備註       |
| ------ | -------------------- | ------------------- | ---------- |
| 2012年 | 大海啸之鲨口逃生     | 中国救援队队员David | 戲份刪去   |
| 未上映 | 七夜追魂             | 小海                | 2012年拍攝 |
| 2013年 | 听见下雨的声音       | 舞者                |            |
| 2014年 | 武僧传奇之决战程子沟 | 葛蛋                |            |
| 2014年 | 男兵女连长           | 孙小江              |            |
| 2015年 | 武僧传奇之蹴鞠之战   | 鉴谷                |            |
| 2015年 | 武僧传奇之终极一战   | 觉远                |            |
| 2016年 | 男狐聊斋             | 衍一                | 网络电影   |
| 2018年 | 天师传               | 钟大志              | 网络电影   |
| 2018年 | 畢業旅行笑翻天       | 强强                |            |
| 2019年 | 雪暴                 | 张陆                |            |
| 2019年 | 达道里               | 罗锐                |            |
| 2020年 | 月半爱丽丝           | 阿正                |            |
| 2023年 | 邻里邻医             | 邢远                | 电视电影   |
| 2024年 | 常乐镇诡事           | 胡国华              | 网络电影   |